# 파르시인
파르시인(Parsis 또는 Parsees, /ˈpɑːrsi/) 또는 파시인은 인도에 거주하며 조로아스터교를 믿는 이란계 민족을 말한다.

## 기원
조로아스터교를 믿던 페르시아인 국가인 사산 왕조가 이슬람 제국에 정복되면서 조로아스터교에 대한 박해로 기원후 8세기부터 이란에 거주하던 페르시아인 계열의 조로아스터교도들 중 일부가 남아시아로 이주하면서 오늘날의 파르시인들이 형성되었다.

## 같이 보기
- 페르시아어

## 참고 문헌
- Boyce, M. (July 2002). 〈The Parthians〉.   Godrej, P.J. 《A Zoroastrian Tapestry》 (영어). New York: Mapin. ISBN 1890206229.
- Hodivala, S. (1920). 《Studies in Parsi History》 (영어). Bombay.